# SV Grün-Weiss Brieselang
Der SV Grün-Weiss Brieselang ist ein Sportverein aus Brieselang im Landkreis Havelland. Die Fußballabteilung stieg in der Saison 2016/17 in die NOFV-Oberliga auf und hielt sich zwei Spielzeiten in dieser Spielklasse.

## Geschichte
Gegründet wurde der Verein im Oktober 1950 als SG Brieselang. Im Oktober 1952 wurde dem Verein ein Trägerbetrieb zugeordnet und er nannte sich ab sofort BSG Chemie Brieselang. Zu DDR-Zeiten spielte der Verein 1952/53 und von 1960 bis 1966/67 in der drittklassigen Fußball-Bezirksliga Potsdam.
Am 22. Juli 1997 nannte sich der Verein in SV Grün-Weiss Brieselang um. 2012 gelang der Aufstieg in die Landesklasse, welche bereits in der ersten Saison gewonnen wurde, so dass Brieselang 2013 in die Landesliga aufstieg. Nach zwei Jahren schaffte der Verein den Aufstieg in die sechstklassige Brandenburg-Liga. Nachdem Brieselang in der Saison 2015/16 ab dem fünften Spieltag Tabellenführer der Brandenburg-Liga war, gewann der Verein schlussendlich die Liga mit elf Punkten Vorsprung vor dem Breesener SV Guben-Nord und stieg in die fünftklassige Oberliga Nordost (Staffel Nord) auf.
Nach zwei Spielzeiten in der Oberliga, folgte zum Saisonende der Saison 2017/18 der Abstieg in die Brandenburg-Liga und ein Jahr später der erneute Abstieg in die Landesliga Nord.
Die Frauenabteilung des SV Grün-Weiss Brieselang gewann 2023 den AOK-Landespokal durch einen 1:0-Erfolg nach Verlängerung über die BSG Stahl Brandenburg und qualifizierte sich somit für den DFB-Pokal 2023/24.

## Erfolge
- Brandenburgischer Fußballmeister: 2016
- Teilnahme NOFV-Oberliga: 2016/17, 2017/18
- Teilnahme am DFB-Pokal der Frauen: 2023/24

## Personen
- Christopher Lemke (* 1995)
- Uwe Schulz (* 1960)
- Jan Seidel (* 1984)
- Sven Thoß (* 1966)